# والتر بودن (لاعب كرة يد)
والتر بودن (بالإنجليزية: Walter Bowden)‏ هو  لاعب كرة يد أمريكي، ولد في 29 ديسمبر 1910 في نيويورك في الولايات المتحدة، وتوفي في 19 أبريل 2001 في ليندينهورست في الولايات المتحدة.

## وصلات خارجية
- والتر بودن (لاعب كرة يد) على موقع اللجنة الأولمبية الدولية (الإنجليزية)
- والتر بودن (لاعب كرة يد) على موقع أوليمبيديا (الإنجليزية)